# Homolobus celebensis
Homolobus celebensis är en stekelart som beskrevs av Van Achterberg 1995. Homolobus celebensis ingår i släktet Homolobus och familjen bracksteklar. Inga underarter finns listade i Catalogue of Life.